# 馬里昂鎮區 (阿肯色州錫巴斯琴縣)
馬里昂鎮區（英語：Marion Township）是位於美國阿肯色州錫巴斯琴縣的一個行政鎮區。

## 地方資料
馬里昂鎮區的面積為56.82平方千米，當中陸地面積為56.29平方千米，而水域面積為0.53平方千米。根據2010年美國人口普查的數據，當地共有人口4689人，而人口密度為每平方千米82.52人。